# Formazione di Livinallongo
La Formazione di Livinallongo è costituita da un complesso stratificato, di potenza variabile (da 0 a 300 m, in eteropia laterale con i calcari e le dolomie di piattaforma carbonatica coeve), di calcari nodulari, ritmiti siliceo-calcaree, calcari detritici, tufiti (facies della “Pietra Verde del Cadore”) del Ladinico Inferiore (Triassico Medio), di colore dal grigio scuro al verde.
La formazione affiora in area veneto – trentina, principalmente a cavallo tra le province di Trento e Belluno (Agordino, Pale di San Lucano, gruppo del Civetta, Val Fiorentina, Val di Fiemme, Val di Fassa, gruppo dei Monzoni, gruppo delle Pale di San Martino e Cadore).

## Descrizione e ambiente sedimentario

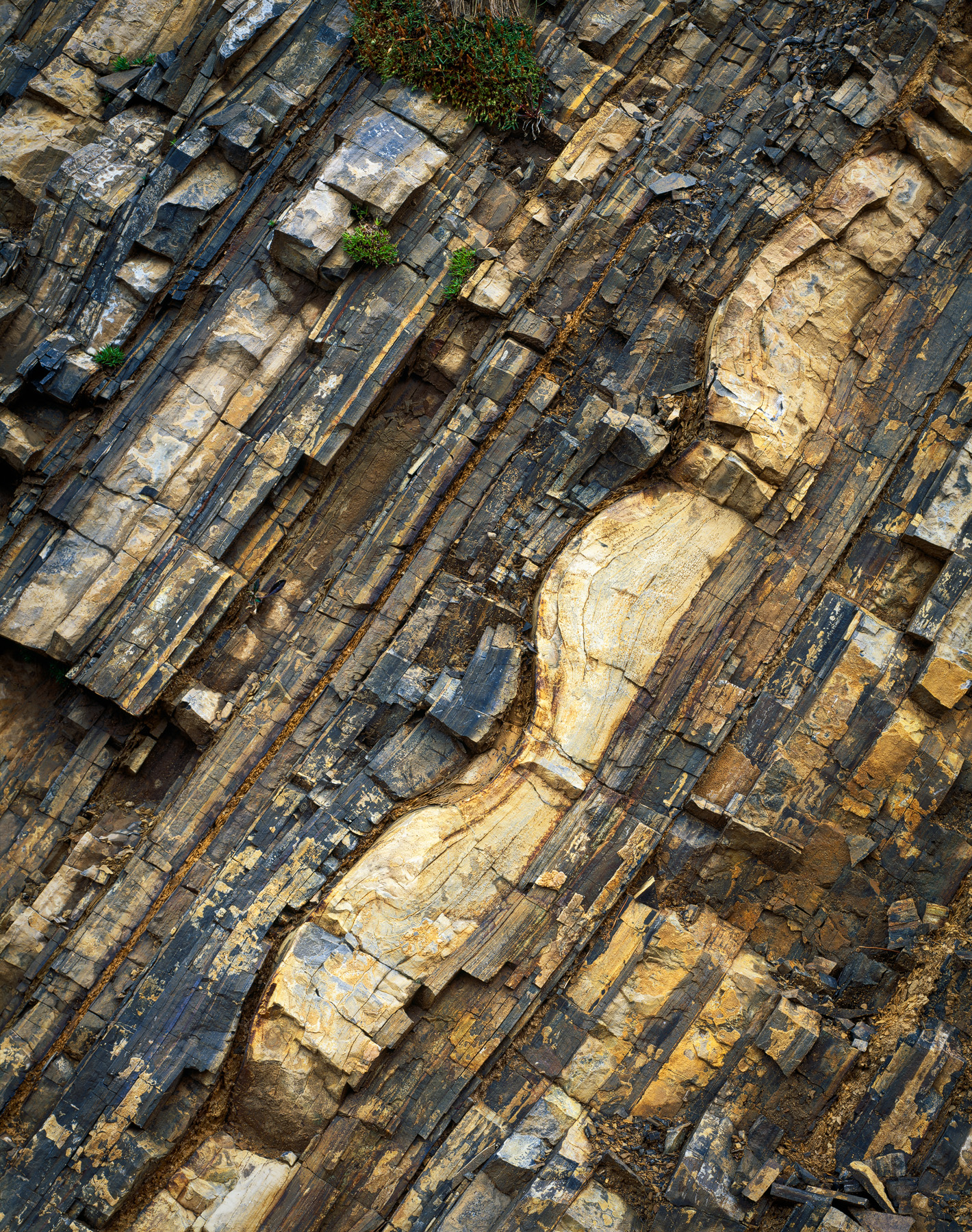
Formazione di Livinallongo sul Doss Cappello a Predazzo

La Formazione di Livinallongo presenta una significativa variabilità laterale e verticale di facies litologica, con diverse litofacies tra le quali le principali sono:
- calcari micritici fittamente laminati, spesso ricchi di materia organica (Plattenkalke), prevalenti nella parte inferiore della formazione;
- calcari nodulari (Knollenkalke), prevalenti nella parte mediana, caratterizzati dalla presenza di noduli di selce che danno agli strati un tipico aspetto “bernoccoluto”;
- calcari laminati (litologicamente molto simili ai calcari nodulari sottostanti) caratterizzati dalla presenza di noduli di selce, alternati a strati torbiditici (Banderkalke), prevalenti nella parte superiore; assai caratteristica, nelle facies torbiditiche, la presenza di livelli di origine vulcanoclastica (tufiti della “Pietra Verde”), di potenza assai variabile.

La Formazione di Livinallongo si è depositata in aree tropicali, all'interno di bacini in progressiva subsidenza, circondati da piattaforme carbonatiche. Queste aree bacinali erano interessate da apporti di materiale carbonatico provenienti dalle piattaforme e di materiale terrigeno proveniente da attività vulcanica in parte esterna all'area dolomitica (testimoniate dai livelli tufacei di “Pietra Verde”), che si sedimentavano con modalità deposizionali di tipo torbiditico.
I fossili sono complessivamente piuttosto rari, anche se localmente possono esservi livelli riccamente fossiliferi. Sono segnalati in letteratura lamellibranchi pelagici (Daonella), cefalopodi (Protrachyceras, Trachyceras ed Arpadites), echinodermi (Cidaris ed Encrinus) e varie specie di radiolari.